# Утішне (зупинний пункт)
Уті́шне — пасажирський зупинний пункт Криворізької дирекції Придніпровської залізниці на електрифікованій лінії Кривий Ріг-Головний — Висунь між станціями Гейківка (7 км) та Висунь (10 км). Розташований поблизу однойменного селища Баштанського району Миколаївської області.

## Пасажирське сполучення
На зупинному пункті Утішне зупиняються приміські поїзди сполученням:
- Нікополь — Тимкове;
- Тимкове — П'ятихатки;
- Кривий Ріг — Висунь[1].